# El filòsof a la llum d'un fanal
El filòsof a la llum d'un fanal (originalment en anglès A Philosopher by lamplight), també conegut com Un ermità estudiant anatomia (A Hermit studying anatomy) és un quadre de Joseph Wright de Derby. No se sap quan el va pintar, però fou exposat per primer cop el 1769 a Londres a la Society of Artists. Fou una de les primeres obres de Wright il·luminada amb llum d'espelma: aquest estil, present en molts dels seus quadres, seria el motiu pel qual esdevindria famós.

## Descripció
Aquesta pintura fou descrita en el catàleg de vendes del 1801 com la parella de L'alquimista descobrint el fòsfor. Cadascun té una figura principal en primer pla amb dues més al darrere, ambdues són escenes nocturnes i ambdues mostren persones grans duent a terme recerca científica.
El quadre mostra un home gran que es creu que és un filòsof o un pelegrí que està assegut en una cova il·luminada per un fanal i mirant un conjunt d'ossos humans. Dos homes més baixets, o potser nens, vestits de pelegrins (se'ls pot identificar per la petxina de pelegrí que duen al barret, l'emblema de Sant Jaume) se l'apropen amb temor. La mida d'aquestes dues figures és molt més petita que la del personatge principal. Fora de la cova el paisatge és fosc i només està il·luminat per la llum de la lluna que penetra a través dels núvols. Les petxines eren el símbol dels pelegrins però també eren l'emblema de la família Darwin, que incloïa Erasmus Darwin, membre líder de la Societat Lunar, que agrupava homes clau en l'època de la Il·lustració.

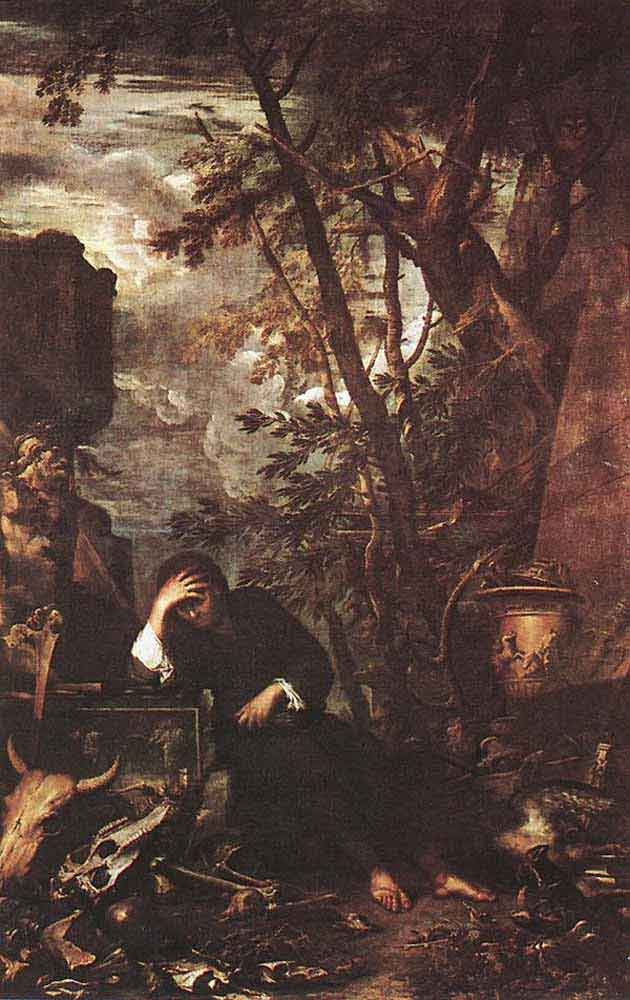
Demòcrit en meditació, per Salvator Rosa.

Els experts creuen que aquesta pintura podria estar basada en la pintura de Salvator Rosa Demòcrit en meditació. L'amic de Wright John Hamilton Mortimer era un seguidor de Rosa, així que és possible que Wright veiés l'obra d'aquest autor. Demòcrit era un filòsof grec al qual se'l recorda per riure's de les bogeries de la humanitat.
El filòsof del quadre de Wright està examinant una part d'un esquelet, tot i que no sembla una investigació anatòmica seriosa. Està envoltat per símbols que recorden a la naturalesa efímera de l'ésser humà, com el mateix esquelet, un fanal que acabarà per cremar tot el seu combustible, la lluna i un rellotge de vidre. La lluna també era el símbol de la Societat Lunar, societat amb la qual s'associava a Wright tot i que realment mai en va esdevenir membre.
L'expressió preocupada del filòsof i el temor dels dos pelegrins poden ser un reflex de les preocupacions sobre el nou coneixement científic i sobre la Il·lustració durant l'època en la qual visqué Wright.